# Софіївка (Жданівська сільська громада)
Софі́ївка — село в Україні, у Хмільницькому районі Вінницької області. Населення становить 173 особи.

## Назва
7 червня 1946 р. село Зоофіполь Терешпільської сільської Ради отримало назву «Софіївка».